# C/1917 F1 (Mellish)
C/1917 F1 (Mellish) – kometa okresowa należąca do grupy komet typu Halleya, obiekt NEO.

## Odkrycie i nazwa
Kometę tę odkrył John E. Mellish 20 marca 1917 roku. W nazwie znajduje się nazwisko odkrywcy.

## Orbita komety
Orbita komety C/1917 F1 (Mellish) ma kształt bardzo wydłużonej elipsy o mimośrodzie 0,993. Jej peryhelium znajduje się w odległości 0,19 j.a., aphelium zaś 55,1 j.a. od Słońca. Jej okres obiegu wokół Słońca wynosi 145,0 lat, nachylenie do ekliptyki to wartość 32,68˚.